# Trivero
Trivero é uma comuna italiana da região do Piemonte, província de Biella, com cerca de 6.880 habitantes. Estende-se por uma área de 29 km², tendo uma densidade populacional de 237 hab/km². Faz fronteira com Camandona, Caprile, Crevacuore, Curino, Mezzana Mortigliengo, Mosso, Portula, Pray, Scopello (VC), Soprana, Strona, Vallanzengo, Valle Mosso, Valle San Nicolao.

## Demografia
| Variação demográfica do município entre 1861 e 2011                               |
|                                                                                   |
| Fonte: Istituto Nazionale di Statistica (ISTAT) - Elaboração gráfica da Wikipedia |